# Jacques Senf
Jacobus Leonardus Ignatius "Jaap" Senf, later vooral bekend als Jacques Senf (Den Haag, 4 november 1946 – Maasland, 16 januari 2019), was een Nederlands theater- en muziekimpresario.

## Loopbaan
Jacques Senf was in zijn jeugd al bezig met het organiseren van voorstellingen. Vanaf zijn zeventiende was hij betrokken bij The Golden Earrings. Eerst als loopjongen, maar al snel werd hij de manager van de Haagse groep. In 1965 opende Senf beatclub Club 192 aan de Riviervismarkt  in Den Haag waar veel bekende beat, en rockbands uit binnen en huitenland optraden. In deze vestiging was ook de Jumbobar gevestigd dat als kleine discotheek meer op Soulmuziek de jongelui liet dansen. Hij startte een impresariaat dat als Senf Theaterpartners later uitgroeide tot de grootste van Nederland. Als impresario werkte Senf onder meer samen met het Theater van de Lach, Tineke Schouten, Toon Hermans, Rob de Nijs, Boudewijn de Groot, Het dagboek van Anne Frank en Joop van den Ende. Het impresariaat produceerde zelf voorstellingen als Wilhelmina, je maintiendrai, Mannen komen van Mars, vrouwen komen van Venus en Nijntje de musical.
In 2012 trok hij zich terug als eigenaar van Senf Theaterpartners. In 2015 werd door zes Haagse theaters de Jacques Senf Prijs in het leven geroepen voor jonge Haagse culturele ondernemers. Arthur Pronk was in december 2016 de eerste ontvanger van deze prijs.
Senf overleed in januari 2019 op 72-jarige leeftijd. Op 25 januari 2019 werd een herdenkingsbijeenkomst georganiseerd in de Koninklijke Schouwburg in Den Haag.